# Guilder Rodríguez
Pour les articles homonymes, voir Rodríguez.
Guilder Alfredo Rodríguez Pérez (né le 24 juillet 1983 à Barquisimeto, Lara, Venezuela) est un joueur de deuxième but et d'arrêt-court au baseball. Il joue en 2014 pour les Rangers du Texas de la Ligue majeure de baseball.

## Carrière
Guilder Rodríguez signe son premier contrat professionnel en 2001 avec les Brewers de Milwaukee. Il joue en ligues mineures dans l'organisation des Brewers pendant 7 saisons, sans atteindre le niveau majeur. Les Rangers du Texas le réclament au repêchage de la règle 5 en décembre 2008. 
Rodríguez fait ses débuts dans le baseball majeur avec Texas le 9 septembre 2014, après 13 saisons et 1 095 matchs joués en ligues mineures. Il réussit son premier coup sûr dans les majeures le 22 septembre 2014 aux dépens du lanceur Nick Tropeano, des Astros de Houston.